# 内部 (位相空間論)

点 x は、それを含むある開球もまた S に含まれるがゆえに、S の内点である。点 y は S の境界上にある。

数学において集合 S の内部（ないぶ、英語: interior）あるいは開核（かいかく、英語: open kernel）は、直観的には S の「縁にある点を除く」 S の点全てからなる。S の内部に属する点は S の内点（ないてん、interior point）であるという。
また、集合の外部（がいぶ、英語: exterior）は、その集合の補集合の内部をいい、その集合にもその集合の境界にも含まれない点の全体からなる。
集合の内部という概念は位相的概念であって、任意の集合に対して定義されるものではないが、その集合がある位相空間の部分集合となっているならば定義される。内部はさまざまな意味で閉包の概念の双対概念であり、とくに圏論的な意味での双対になっている。

## 定義

### 内点
S がユークリッド空間の部分集合ならば、点 x が S の内点であるとは、x を中心とする開球で S に含まれるものが存在するときに言う。この定義は一般に S がある距離空間 X の部分集合であるときにそのまま通用する。きちんと述べれば、X が距離 d を持つ距離空間であるとき、点 x が X の部分集合 S の内点であるとは定数 r > 0 が存在して、X の点 y が d(x, y) < r を満たす限りにおいて常に y ∈ S となるようにできることをいう。
さてこの定義は「開球」を「近傍」に置き換えることにより、一般の位相空間に対して一般化することができる。S が位相空間 X の部分集合であるとき、点 x が X の部分集合 S の内点であるとは点 x の近傍で S に含まれるものが存在するときにいう。この定義は近傍が開であることを要請するかどうかということに依存しないことに注意すべきである。開近傍であることを要請しない場合、S が x の近傍を含めば自動的に S 自身も x の近傍となる。

### 内部
集合 S の内部とは、S の内点全体の成す集合のことをいい、int(S), Int(S) あるいは So などで表す。内部は以下のような性質を持つ。
- int(S) は S の開部分集合である。
- int(S) は S に含まれる開集合すべての合併である。
- int(S) は S に含まれる最大の開集合である。
- S が開であるための必要十分条件は S = int(S) が成り立つことである。
- 冪等性 int(int(S)) = int(S) を持つ。
- S が T の部分集合ならば int(S) は int(T) の部分集合である。
- A が開集合ならば、A が S の部分集合となることと A が int(S) の部分集合となることとは同値である。

しばしば上述の二番目や三番目の性質を内部の定義として採用することがある。

## 例
- 任意の空間において、空集合の内部は空集合である。
- 任意の空間 X において、A が X の部分集合ならば int(A) は A に含まれる。
- X を実数全体の成す一次元ユークリッド空間 R とすると int([0, 1]) = (0, 1) が成り立つ。
- X が一次元ユークリッド空間 R ならば、有理数全体の成す部分集合 Q の内部は空集合である。
- X をガウス平面 C = R2 とすると、int({z ∈ C : |z| ≥ 1}) = {z ∈ C : |z| > 1} が成り立つ。
- 任意のユークリッド空間において、有限集合の内部は空集合である。

実数全体の成す集合 R において、通常のユークリッド位相ではないほかの位相を入れることも考えることができ、その場合にはこれらの結果もまた変わってくる。
- X = R が下極限位相を持つものとしたとき、int([0, 1]) = [0, 1) が成り立つ。
- R において任意の部分集合が開となるような位相（離散位相）を考えれば int([0, 1]) = [0, 1] である。
- R における開集合が空集合と R 全体のみとなるような位相（密着位相）を考えれば、 int([0, 1]) は空集合となる。

これらの例から判るように、集合の内部が何であるかということは、その台となる空間の位相がどのようなものであるかに依存している。上述最後の二つの例は以下のように一般に述べることができる。
- 任意の離散空間において、その任意の部分集合は開であるから、任意の部分集合はつねに自分自身の内部に等しい。
- 任意の密着空間 X において、その開集合は空集合と X 自身のみであるから、 int(X) = X かつ、X の任意の真部分集合 A に対して int(A) は空集合である。

## 開核作用素
開核作用素 (interior operator) o は
{\displaystyle S^{\circ }=X\smallsetminus {\overline {X\smallsetminus S}}}
および
{\displaystyle {\bar {S}}=X\smallsetminus (X\smallsetminus S)^{\circ }}
の成り立つという意味で閉包作用素 — の双対である。ここで X は S を含む位相空間であり、バックスラッシュは差集合を表す。
それゆえ、閉包作用素とクラトフスキーの閉包公理による抽象理論は、集合をそれらの補集合で置き換えることにより、容易に開核作用素の言葉で翻訳することができる。 

## 外部
位相空間 X の部分集合 S の外部 ext(S) または Ext(S) は S の補集合の内部 int(X \ S) である。あるいはこれは S の閉包の補集合 X \ S— であると言ってもよい。外部の持つ性質の多くは、内部の持つ性質から直接に得られる。たとえば
- ext(S) は S と交わりを持たない開集合である。
- ext(S) は S と交わりを持たない開集合全ての合併である。
- ext(S) は S と交わりを持たない最大の開集合である。
- S が T の部分集合ならば ext(S) は ext(T) を含む.

などを挙げることができる。なお、開核作用素とは異なり ext は冪等ではないが、
- ext(ext(S)) は int(S) を含む

という性質ならば正しい。